# Vanilda Leão
Vanilda „Val“ dos Santos Leão (* 12. Februar 1977 in Rio de Janeiro) ist eine brasilianische Beachvolleyballspielerin.

## Karriere
Val Leão spielt seit 1999 mit verschiedenen Partnerinnen auf nationalen und südamerikanischen Turnieren. Von 2006 bis 2008 war Maria Antonelli ihre Partnerin. 2007 erreichten Antonelli und Leão bei vier FIVB-Challenger & Satellite-Veranstaltungen zweimal den ersten Rang, je einmal wurden sie Zweite und Dritte. 2008 kamen die beiden Südamerikanerinnen zum ersten Mal bei der World Tour ins Finale, das sie in Marseille gegen Stephanie Pohl und Okka Rau verloren. In Kristiansand gewannen Antonelli und Leão ihre erste Goldmedaille bei der Tour, ihre Endspielgegnerinnen waren Nila Ann Håkedal und Ingrid Tørlen aus dem Gastgeberland. 2009 spielte Leão mit Renata Ribeiro. Beim Grand Slam in Moskau standen Ribeiro/Leão im Endspiel. Außerdem erreichten sie auf der World Tour einen dritten und mehrere fünfte Plätze. 2010 bildete Leão ein Duo mit Ângela Lavalle, mit der sie 2011 in Rio die Militärweltmeisterschaft gewann. Von 2011 bis 2013 hatte Leão nur noch sporadische Einsätze. Von 2014 bis 2019 spielte sie wieder auf Turnieren in Brasilien an der Seite von Josi Alves, Renata Ribeiro, Ângela Lavalle und Vitória Rodrigues, mit der sie im August 2019 im Finale des Ein-Stern-Events von Miguel Pereira stand. Drei Spieljahre später bestritt die aus Rio de Janeiro stammende Athletin ein weiteres nationales Turnier mit Verena Figueira de Oliveira.